# Berninapass
Berninapasslub Passo del Bernina (2328 m n.p.m.) – alpejska przełęcz położona na terenie Szwajcarii, w kantonie Gryzonia. Leży po wschodniej stronie masywu Berninagruppe z najwyższym szczytem Piz Bernina. W rozległym obniżeniu przełęczy znajdują się jeziora Lago Bianco, Lej Nair i Lej Pitschen.
Przełęcz łączy miejscowości Samedan w dystrykcie Maloja na północy z Poschiavo w dystrykcie Bernina na południu. Przechodzi przez nią droga główna nr 29 z Sankt Moritz do Poschiavo i dalej do granicy włoskiej, a w pobliżu także linia kolejowa Rhätische Bahn.

## Galeria

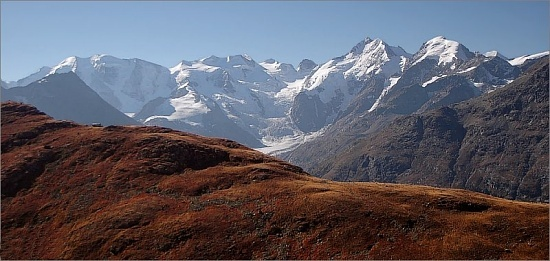
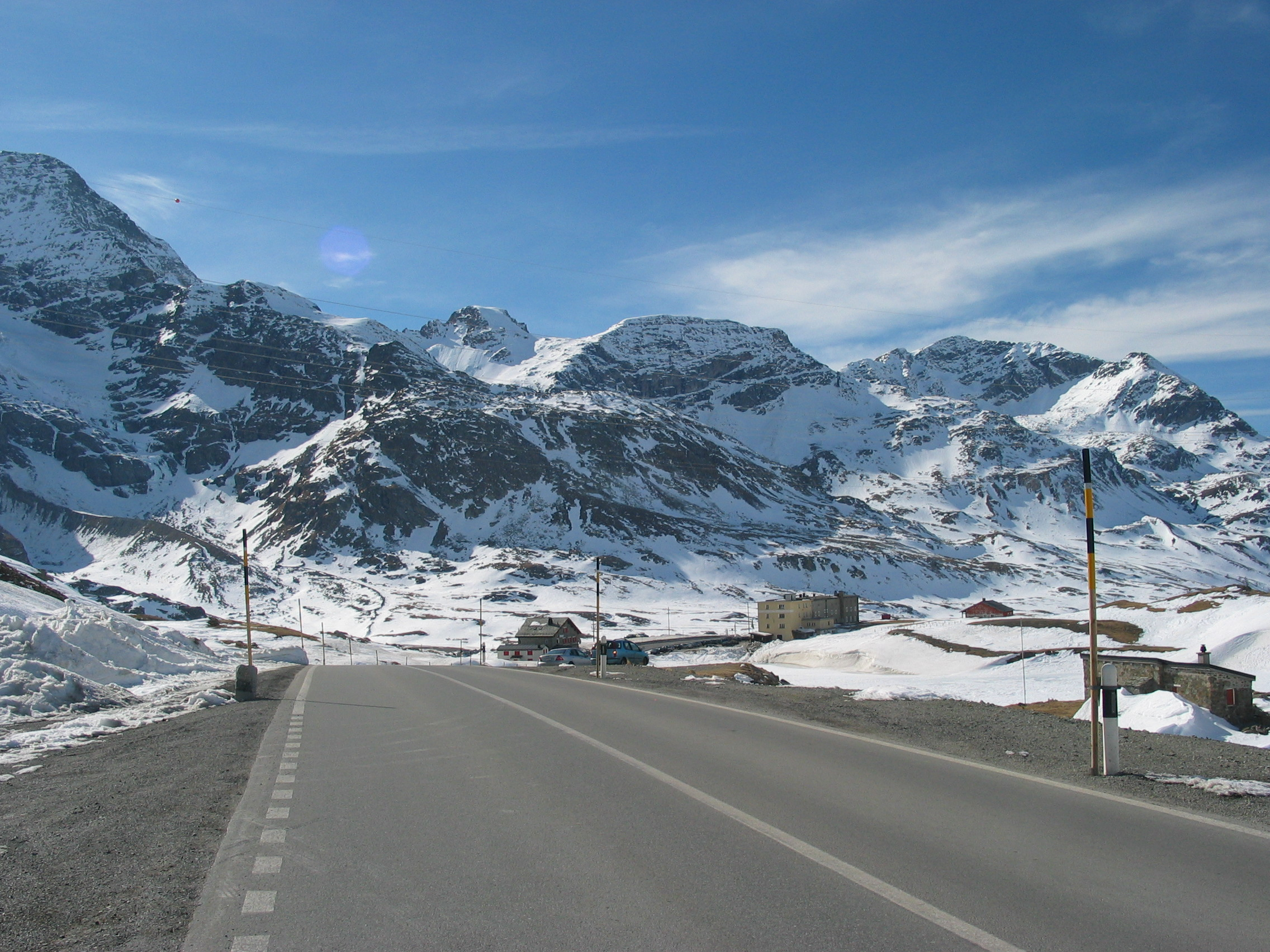
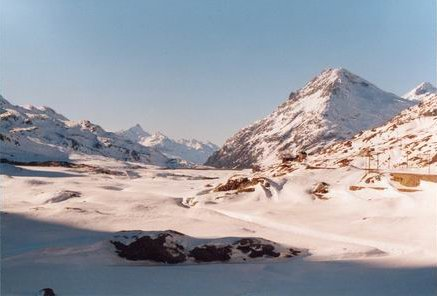